# Lake Buena Vista
Pour les articles homonymes, voir Buena Vista.
Lake Buena Vista est aussi le nom d'une des deux villes formées par Disney pour Walt Disney World, voir Lake Buena Vista (Floride).
Lake Buena Vista est l'un des lacs du complexe de Walt Disney World Resort en Floride. Situé à l'est du domaine, c'est un lac en grande partie artificiel creusé dans les marais de Floride.
Autour du lac fut construit en plusieurs étapes la zone commerciale de Downtown Disney, dont l'île artificielle de Pleasure Island.
Une rivière à l'ouest, parcourue par des bateaux, permet de rejoindre plusieurs hôtels, elle se nomme Sassagoula.
À l'est un canal permet de rejoindre un petit lagon situé derrière les hôtels partenaires.
Juste au nord le complexe du Disney Village Resort (ouvert en 1975) fut remplacé en 1996 par le Disney Institute à son tour remplacé depuis 2005 par le Disney's Saratoga Springs Resort.

## Sassagoula River
Cette rivière longe le (désormais) Disney's Saratoga Springs Resort évoquant l'arrière pays de l'État de New York traversé par l'Hudson et fief de nombreux champs de course et haras. Elle rejoint ensuite les deux parties du Disney's Port Orleans Resort, d'abord le French Quarter au style de La Nouvelle-Orléans puis le Riverside d'un style plus proches des rives et plantations du Mississippi.
Un affluent de la rivière permet de rejoindre à l'ouest le Disney's Old Key West Resort.